# Sollevamento pesi ai Giochi della XXVIII Olimpiade - 62 kg maschile

## Risultati
| Pos | Atleta               | Nazione        | Strappo (kg) | Slancio (kg) | Totale (kg) |
| --- | -------------------- | -------------- | ------------ | ------------ | ----------- |
| 1   | Shi Zhiyong          | Cina           | 152.5 (RO)   | 172.5        | 325.0       |
| 2   | Le Maosheng          | Cina           | 140.0        | 172.5        | 312.5       |
| 3   | Israel Jose Rubio    | Venezuela      | 132.5        | 162.5        | 295.0       |
| 4   | Armen Ġazaryan       | Armenia        | 135.0        | 160.0        | 295.0       |
| 5   | Gustar Junianto      | Indonesia      | 132.5        | 160.0        | 292.5       |
| 6   | Samson N'Dicka-Matam | Francia        | 127.5        | 160.0        | 287.5       |
| 7   | Ümürbek Bazarbaýew   | Turkmenistan   | 130.0        | 157.5        | 287.5       |
| 8   | Sunarto Rasidi       | Indonesia      | 125.0        | 160.0        | 285.0       |
| 9   | Yang Sheng-hsiung    | Taipei cinese  | 120.0        | 160.0        | 280.0       |
| 10  | Manuel Minginfel     | Micronesia     | 120.0        | 152.5        | 272.5       |
| 11  | Toshio Imamura       | Giappone       | 120.0        | 150.0        | 270.0       |
| 12  | Asif Məlikov         | Azerbaigian    | 115.0        | 150.0        | 265.0       |
| 13  | Gert Trasha          | Albania        | 115.0        | 140.0        | 255.0       |
| 14  | Ioan Florin Veliciu  | Romania        | 110.0        | 135.0        | 245.0       |
| 15  | Yacine Zouaki        | Marocco        | 95.0         | 130.0        | 225.0       |
| —   | Im Yong-su           | Corea del Nord | 140.0        | —            | DNF         |
| —   | Sevdalin Minčev      | Bulgaria       | 137.5        | —            | DNF         |
| —   | Kamran Panjavi       | Gran Bretagna  | —            | —            | DNF         |
| —   | Diego Salazar        | Colombia       | —            | —            | DNF         |
| —   | Leonidas Sabanis     | Grecia         | SQ           | SQ           | SQ          |

Il greco Leonidas Sabanis finì la gara al terzo posto, ma fu poi squalificato per doping (positivo al testosterone).